# George Edward Moore
George Edward Moore (4 de novembre del 1873 – 24 d'octubre del 1958), filòsof britànic, conegut pel seu paper en el desenvolupament de la filosofia occidental contemporània, la seva contribució a la teoria ètica i la seva defensa del realisme filosòfic. Va estudiar i ensenyar a la Universitat de Cambridge, sobretot al Trinity College, on va formar part de la societat secreta dels «Cambridge Apostles», com Alfred North Whitehead. És, al costat de Bertrand Russell, Ludwig Wittgenstein, i abans d'ells, Gottlob Frege, un dels fundadors de la filosofia analítica, que predomina actualment en el món universitari anglòfon.
Nascut a Upper Norwood, Londres, el 4 de novembre del 1873. Mentre estudiava al Trinity College de la Universitat de Cambridge, Bertrand Russell, que era company seu, el va animar a estudiar filosofia. Moore va viure llavors durant uns anys com un alumne particular, mantingut per una herència, i el 1911 va començar a ensenyar a Cambridge, i se'n retirà el 1939. Va morir el 24 d'octubre de 1958 a Cambridge.
La filosofia, per a Moore, era en essència una activitat per partida doble. En primer lloc, implicava anàlisi, és a dir, l'intent d'aclarir les proposicions enigmàtiques, o conceptes, mitjançant apunts de proposicions menys enigmàtiques o conceptes que havien de ser equivalents, segons la lògica, als originals. Moore estava perplex, per exemple, davant l'afirmació d'alguns filòsofs que el temps és irreal. En analitzar aquesta declaració, mantenia que la proposició «el temps és irreal» era, per lògica, equivalent a «no hi ha fets temporals» («Vaig llegir l'article ahir» és un exemple d'un fet temporal). Una vegada aclarit el sentit d'assentar una afirmació que conté el concepte problemàtic, la segona comesa és determinar si existeixen o no les raons justificatives per a acceptar aquesta afirmació. L'atenció diligent de Moore a l'anàlisi conceptual com un mitjà d'aconseguir claredat el va situar com un dels fundadors de l'èmfasi contemporani analític i lingüístic en la filosofia.
L'obra més famosa de Moore, Principia Ethica (Principis d'ètica) (1903), es relaciona amb la seva afirmació que el concepte de bondat es referix a una qualitat senzilla, indefinible i impossible d'analitzar respecte a les coses i situacions concretes. És una condició no natural, perquè no se sosté en el sentit de l'experiència, sinó en un tipus d'intuïció moral. La bondat és evident, sens dubte, raonava Moore, en aquelles experiències com l'amistat i el plaer estètic. Els conceptes morals de dret i deure són llavors examinats en termes de produir tot allò que posseïsca bondat.
Alguns dels assajos de Moore, com La refutació de l'idealisme (1903), van contribuir al desenvolupament del realisme filosòfic modern. Empirista en la seva aproximació al coneixement, no va identificar l'experiència pura, d'origen kantià, amb el sentit de l'experiència, i va evitar l'escepticisme que sovint acompanya l'empirisme. Va defensar el punt de vista del sentit comú que suggereix que l'experiència resulta del coneixement d'un món extern, independent de la ment.
Moore també va escriure Ètica (1912), Estudis filosòfics (1922) i Documents filosòfics (1959), i des de 1921 fins a 1947 va editar Mind, un destacat periòdic filosòfic britànic.